# Valea Ungurașului, Cluj
Valea Ungurașului (în trecut Valea Rea; în maghiară Csabaújfalu) este un sat în comuna Unguraș din județul Cluj, Transilvania, România.

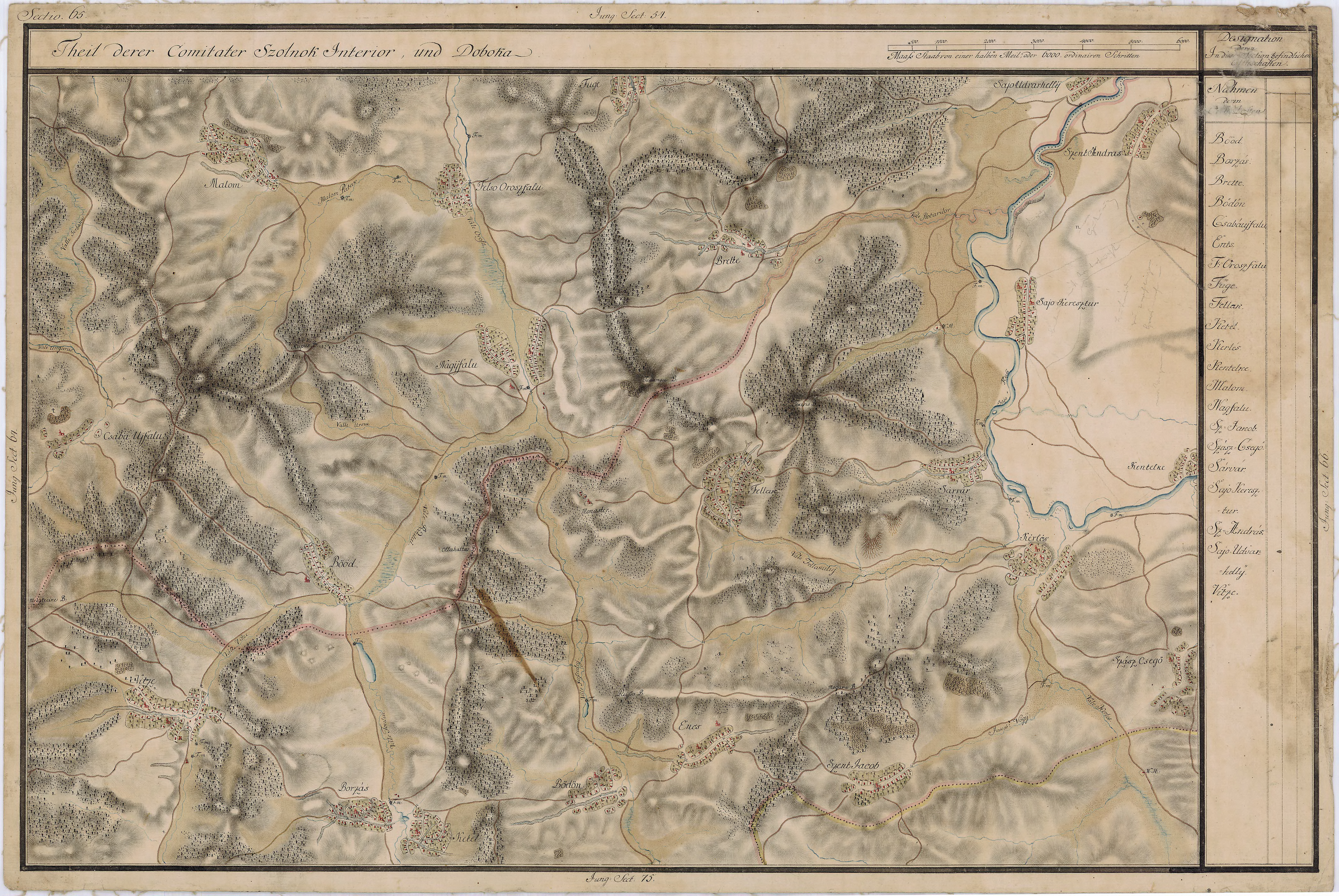
Valea Unguraşului în Harta Iosefină a Transilvaniei, 1769-73